# Bjarni Tryggvason
Bjarni Valdimar Tryggvason (21. září 1945 Reykjavík, Island – 5. dubna 2022 London, Ontario) byl kanadský astronaut, který v roce 1997 letěl do vesmíru v raketoplánu Discovery. Byl v pořadí 363. člověkem ve vesmíru.

## Životopis

### Výcvik
Univerzitní vzdělání zakončil v roce 1972 v oboru fyziky a zprvu pracoval jako meteorolog, v roce 1974 se na univerzitu vrátil na čtyři kroky jako vědecký pracovník. Roku 1978 absolvoval vědeckou stáž na univerzitách v Japonsku a rok poté v Austrálii. V letech 1979–1982 učil na kanadské univerzitě University of Western Ontario.
Do kanadského oddílu astronautů se dostal v roce 1983 jako jeden z prvních. Později absolvoval výcvik u NASA. Nejdříve byl nominován jako záložní člen do předčasně zrušené mise STS-71-F v roce 1987 a o pět let později byl náhradníkem mise STS-52.

### Mise STS-85
V roce 1997 se svého letu do kosmu dočkal, když se na palubě raketoplánu Discovery zúčastnil dvanáctidenní mise STS-85. Posádku tvořilo pět Američanů a on z Kanady. Odstartovali 7. srpna 1997 na Floridě, mysu Canaveral, z kosmodromu Kennedyho vesmírného střediska a tam také 19. srpna 1997 nakonec svůj let ukončili. Let byl katalogizován v COSPAR pod označením 1997-039A. Během letu vypustili, o pár dní později zas zachytili družici CRISTA-SPAS a odvezli ji na Zem.

### Po letu do kosmu
V roce 1998 začal s výcvikem pro další případné mise, nicméně nominován na ně nebyl. V roce 2008 se rozhodl z týmu odejít a ve svých 63 letech učil na univerzitě University of Western Ontario.
Se svojí bývalou manželkou Lilyannou Zmijak, měli dvě děti. Zemřel v Londonu v kanadské provincii Ontario ve věku 76 let.

## Vyznamenání
- NASA Space Flight Medal – USA, 1997[2]
- rytířský kříž Řádu islandského sokola – Island, 4. srpna 2000[3]